# Faculdade de Tecnologia da Unicamp

A Faculdade de Tecnologia (FT, antigo CESET) é uma das unidades da Universidade Estadual de Campinas (UNICAMP),

## A faculdade
Sua sede se encontra na cidade de Limeira-SP, distante 55 km do campus principal da Unicamp, no distrito de Barão Geraldo, em Campinas-SP. A FT possui uma projeção marcante no ensino superior, formando grande parte dos tecnólogos do mercado de trabalho brasileiro e evoluindo nas áreas da educação, ciência, tecnologia e pesquisas.

## História
A UNICAMP começou o oferecimento de cursos de tecnologia em 1974 com a criação do curso de Tecnologia Sanitária. Esse curso foi criado para ser ministrado no período diurno com integralização mínima de dois anos nas instalações da antiga Faculdade de Engenharia Civil– FEC, então radicada na cidade de Limeira. Posteriormente, em 1976 foi criado o curso de Tecnologia da Construção Civil, Modalidades Edifícios e Obras de Solos. Essas características despertaram interesses em profissionais atuantes no mercado e, deste modo, em 1978 os cursos passaram para o período noturno, com integralização mínima de três anos.
O Centro Superior de Educação Tecnológica (CESET) foi formalmente criado em 19 de novembro de 1988, (Deliberação CONSU-A-19/88) com a finalidade de incorporar os Cursos de Tecnologia até então vinculados a Faculdade de Engenharia Civil de Limeira. Em 1992 criou-se o Curso Superior de Tecnologia em Processamento de Dados, com integralização mínima de três anos e já com a nova estrutura do CESET de cursos semestrais. Em 1997, os cursos tiveram seus currículos atualizados e criou-se a Modalidade Controle Ambiental para o Curso Superior de Tecnologia Sanitária, que teve sua denominação atualizada para Curso Superior de Tecnologia em Saneamento Ambiental. Em 2009, o CESET iniciou a implantação da pós-graduação com o Mestrado em Tecnologia. Nesse mesmo ano, o Conselho Universitário, órgão máximo de deliberação da Unicamp, aprovou a transformação do Centro Superior de Educação Tecnológica (CESET) em unidade de ensino e pesquisa. Com isso o CESET passou a chamar-se Faculdade de Tecnologia - FT.
Ainda no ano de 2009, o Conselho Estadual de Educação (CEE) edita a Deliberação CEE 86/2009, que dispõe sobre a denominação dos cursos superiores de tecnologia no âmbito do Sistema Estadual Paulista. Esta Deliberação, em seu Artigo 1, regula que os cursos de tecnologia devem se adequar às denominações constantes no Catálogo Nacional dos Cursos Superiores de Tecnologia até o final de 2009. Deste modo, o curso de Tecnologia em Construção Civil passou a ser denominado de Tecnologia em Construção de Edifícios/Estradas; Tecnologia em Informática passou a ser denominado de Tecnologia em Análise e Desenvolvimento de Sistemas; Tecnologia em Saneamento Ambiental passou a ser denominado de Tecnologia em Saneamento Ambiental/Controle Ambiental; Tecnologia em Telecomunicações passou a ser denominado de Tecnologia em Sistemas de Telecomunicações.
Em 2012, foi anunciado pelo reitor Fernando Ferreira Costa a criação de três novos cursos para serem iniciados no ano de 2013, são eles: Engenharia Ambiental, Engenharia de Telecomunicações e Bacharelado em Sistemas de Informação.Os três cursos passaram a integrar o vestibular da Unicamp em 2013.
Em 2019, um novo curso passou a ser oferecido no campus da Faculdade de Tecnologia, o de Engenharia de Transportes.

## Cursos oferecidos
- Análise e Desenvolvimento de Sistemas[4]
- Bacharelado em Sistemas de Informação[5]
- Saneamento Ambiental[6]
- Engenharia Ambiental[7]
- Engenharia de Telecomunicações[8]
- Engenharia de Transportes[9]

## Cursos superiores de tecnologia
Cursos superiores de tecnologia são cursos superiores abertos a candidatos que tenham concluído o ensino médio ou equivalente, abrangendo os diversos setores da economia.
Os graduados nos cursos superiores de tecnologia denominam-se tecnólogos, e são profissionais de nível superior, especializados em segmentos de uma ou mais áreas profissionais com predominância de uma delas. Os seus egressos diplomados possuem a condição fundamental para prosseguimentos de estudos em pós-graduação (mestrado e doutorado). Os candidatos aos programas de pós-graduação devem atender a exigências de acesso estipuladas pela instituição ofertante.
Os tecnólogos possuem formação direcionada para aplicação, desenvolvimento e difusão de tecnologias, com formação em gestão de processos de produção de bens e serviços e capacidade empreendedora, em sintonia com o mundo do trabalho. A organização curricular dos cursos de tecnologia funda-se nos princípios de flexibilidade, interdisciplinaridade e contextualização.

## Ingresso na FT
A admissão aos cursos oferecidos pela FT, bem como de todos os demais cursos de graduação da Unicamp, ocorre através do Vestibular Nacional Unicamp, planejado, organizado, executado e supervisionado pela Comissão Permanente para os Vestibulares da Unicamp.

## Estrutura
O Campus I de Limeira possui 11.800 metros quadrados de área construída. Sua administração, bem como a do Campus II, é realizada pela Prefeitura Universitária dos Campi de Limeira.
O Campus I é composto pela Faculdade de Tecnologia (FT) e pelo Colégio Técnico de Limeira (COTIL). O Campus dispõe de Restaurante Universitário, Cantina, Espaço para Prática Esportiva, Laboratórios de Informática, Física, Química, Biologia, Telecomunicações e Construção Civil, Estacionamento, Gráfica, Serviço de Assistência Médica e Odontológica, Agência Bancária e Biblioteca.

## Divisões tecnológicas
Compete às Divisões Tecnológicas o desenvolvimento de programas de ensino, pesquisa e prestação de serviços à comunidade.
- A FT possui as seguintes divisões:
  - DTCC  - Divisão Tecnológica de Construção Civil
  - DTI   - Divisão Tecnológica de Informática
  - DTMBC - Divisão Tecnológica de Matérias Básicas e Complementares
  - DTSA  - Divisão Tecnológica de Saneamento Ambiental
  - DTT   - Divisão Tecnológica de Telecomunicações